# مایشلفلد
مایشلفلد (به آلمانی: Michelfeld) یک شهر در آلمان است که در Schwäbisch Hall واقع شده‌است.